# SNAP-10A

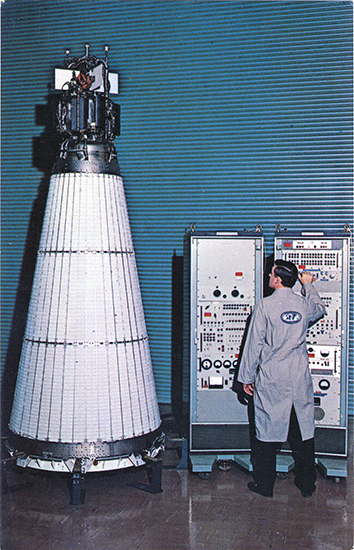
Centrale nucléaire spatiale SNAP 10A

SNAP-10A (Systems for Nuclear Auxiliary Power, soit Systèmes de Puissance Nucléaire Auxiliaire), également appelé SNAPSHOT est un satellite expérimental à énergie nucléaire lancé dans l'espace en 1965. C'est le seul système d'alimentation par fission nucléaire lancé dans l'espace par les États-Unis. Le réacteur a cessé de fonctionner après seulement 43 jours en raison d'une défaillance d'un composant électrique non nucléaire. Le réacteur SNAP (programme Systems for Nuclear Auxiliary Power) avait été spécialement développé pour être embarqué sur satellite dans les années 1950 et au début des années 1960, sous la supervision de la Commission de l'énergie atomique des États-Unis,.

## Historique
Le SNAP-10A a été lancé le 3 avril 1965 depuis la base aérienne de Vandenberg par une fusée Atlas-Agena D et a été placé sur orbite terrestre basse à environ 1 300 km. Il se trouve sur une orbite polaire légèrement rétrograde, permettant aux étages de la fusée de tomber dans l'océan. Sa source électrique nucléaire, constituée d'éléments thermoélectriques, devait produire plus de 500 watts d'énergie électrique pendant un an,. Après 43 jours, un régulateur de tension intégré au satellite (non lié au réacteur SNAP) est tombé en panne, entraînant l'arrêt du cœur du réacteur après avoir atteint une puissance maximale de 590 watts,.
À la suite de cette défaillance en 1965, le réacteur a été laissé sur son orbite à 1300 km d'altitude, et il était prévu qu'il y reste pendant 4 000 ans,,.
Mais en novembre 1979, le satellite commença à se fragmenter, peut-être à cause d'une collision, et perdit finalement 50 débris traçables. Bien que le corps principal soit resté intègre, des matières radioactives peuvent avoir été libérées. Des recherches ultérieures, publiées en 2008 et basées sur des données de Haystack, suggèrent l'existence d'au moins 60 débris supplémentaires de taille inférieure à 10 cm,.
En 2010, plus de 30 petits réacteurs nucléaires à fission avaient été envoyés dans l'espace par les satellites soviétiques RORSAT ; plus de 40 générateurs thermoélectriques à radio-isotopes avaient été utilisés dans le monde (principalement par les États-Unis et l'URSS) pour des missions spatiales.

## Construction et exploitation
Le SNAP-10A a trois composants principaux : un réacteur nucléaire compact, le réflecteur et son système de contrôle, et un système de transfert de chaleur et de conversion de puissance.
Visible au sommet du satellite SNAP-10A, le réacteur mesure 39,6 cm de long, 22,4 cm de diamètre et contient 37 barres de combustible d'235U sous forme uranium-zirconium-hydrure. Il a été conçu pour une puissance thermique de 30 kW et pesait 290 kg sans son blindage.
Pour contrôler le réacteur, des réflecteurs étaient disposés à sa périphérie : composés d'une couche de béryllium reflectrice des neutrons, ils permettent au réacteur de démarrer et de maintenir la fission. Les réflecteurs étaient maintenus en place par une bande de maintien verrouillée par un boulon explosif ; une fois le réflecteur éjecté, la réaction de fission ne peut plus s'entretenir et le réacteur s'arrête définitivement.
Le refroidisseur utilisait l'alliage eutectique sodium-potassium (NaK), qui circulait à travers le cœur et les convertisseurs thermoélectriques au moyen d'une pompe électromagnétique. Les convertisseurs thermoélectriques (repérables comme le long « tablier » blanc) sont en germanium dopés au silicium, couplés thermiquement au NaK mais isolés électriquement. La différence de température entre le NaK d'un côté du convertisseur thermoélectrique et le froid de l'espace de l'autre créait un potentiel électrique et de l'électricité utilisable.

## Sécurité
Le projet de réacteurs SNAP nécessitant un programme de sûreté, l'Aerospace Nuclear Safety Program (programme de sûreté nucléaire aérospatial) fut instituée. Il évaluait les risques liés à la construction, au lancement, à l'exploitation et à la mise au rebut des systèmes SNAP et développait des designs radiologiquement sûrs.
Atomics International était le principal responsable de la sécurité, tandis que les laboratoires Sandia étaient responsables de l'examen de sécurité indépendant et effectuaient de nombreux tests de sécurité. Avant que le lancement ne soit autorisé, il fallait obtenir la preuve qu'en toutes circonstances, le lancement du réacteur ne constituerait pas une menace.
Une variété de tests furent effectués avec succès et plusieurs vidéos du développement et des tests sont disponibles. Le laboratoire national de l'Idaho effectua trois tests destructifs dans la zone de test Nord avant le lancement du SNAP-10A. L'expérience destructive SNAPTRAN-3, le 1er avril 1964, simula un crash de fusée dans l'océan, envoyant délibérément des débris radioactifs à travers le désert de l'Idaho.

## Développement
Atomics International, alors une division de North American Aviation, était le principal contractant pour le développement du SNAP-10A. La majeure partie du développement et de l'essai des réacteurs fut réalisée au laboratoire de Santa Susana, dans le comté de Ventura, en Californie, au moyen de plusieurs installations spécialisées. Une vidéo du département de l'Énergie montre le développement et la fabrication du SNAP-10A.
La société mis également au point et testa d'autres réacteurs nucléaires compacts sur le site de Santa Susana, tels que le réacteur expérimental SNAP SER, les réacteurs SNAP-2, de développement SNAP-8 (SNAP8-DR, Developmental Reactor) et SNAP-8 (SNAP-8ER, Experimental Reactor). Atomics International a également construit et exploité le Sodium Reactor Experiment, la première centrale nucléaire américaine à fournir de l'électricité à un réseau public.
Les développements impliquant des éléments radioactifs, ils contaminèrent les installations de l'ancien laboratoire de Santa Susan d'Atomics International (SSFL). Le département de l'Énergie des États-Unis (DOE) est responsable de l'inspection et du nettoyage de la contamination radioactive. Le SSFL fut également été utilisée par Rocketdyne pour les essais et le développement de moteurs de fusée, principalement pour la NASA. Le site Web du DOE relatif au nettoyage du site détaille le développement historique de l'énergie nucléaire au SSFL, dont le test des SNAP et leur développement.